# Anisia rubripes
Anisia rubripes är en tvåvingeart som beskrevs av Wulp 1890. Anisia rubripes ingår i släktet Anisia och familjen parasitflugor. Inga underarter finns listade i Catalogue of Life.